# Церква Святого Апостола Томи (Новоставці)
Церква Святого Апостола Томи в Новоставцях — парафія і храм греко-католицької громади Бучацького деканату Бучацької єпархії Української греко-католицької церкви в селі Новоставці Чортківського району Тернопільської области.

## Історія церкви
Парафія в селі Новоставці була заснована в 1994 році, а будівництво храму завершили у 2000 році.
19 грудня 2002 року храм освятив єпископ Іриней Білик з Бучацької єпархії УГКЦ.
При парафії діють такі спільноти: «Матері в молитві» та Марійська дружина.

## Парохи
- о. Роман Гриджук,
- о. Ярослав Гель (1994—2005),
- о. Іван Гнилиця (з 9 червня 2005).